# Liste des médaillés aux championnats d'Europe d'escrime
Cette page dresse la liste des médaillés (hommes) des Championnats d'Europe d'escrime depuis leur création, en 1981 jusqu'à nos jours.

## Épée
| Édition | Or                  | Argent              | Bronze                                 |
| ------- | ------------------- | ------------------- | -------------------------------------- |
| 1981    | Angelo Mazzoni      | Stéphane Ganeff     | Zoltán Székely                         |
| 1982    | Olivier Carrard     | Ernő Kolczonay      | Robert Felisiak                        |
| 1983    | Alexander Pusch     | Angelo Mazzoni      | Leszek Swornowski                      |
| 1991    | Iván Kovács         | Jean-Marc Muratorio | Jiří Douba Arno Strohmayer             |
| 1992    | Michael Flegler     | Günter Krajewski    | Reinhard Berger César González         |
| 1993    | Patrick Dränert     | Mariusz Strzałka    | Jean-François Di Martino Gábor Totola  |
| 1994    | Vitali Ageïev       | Arnd Schmitt        | Michael Flegler Paolo Milanoli         |
| 1995    | Arnd Schmitt        | Iván Kovács         | Andreas Kertesz Péter Vánky            |
| 1996    | Pavel Kolobkov      | Elmar Borrmann      | Jean-François Di Martino Viktor Zuikov |
| 1997    | Gábor Boczkó        | Kaido Kaaberma      | Bartłomiej Kurowski Péter Vánky        |
| 1998    | Hugues Obry         | Éric Srecki         | Vladimir Pzhenikin Vitaliy Zakharov    |
| 1999    | Rémy Delhomme       | Alfredo Rota        | Pavel Kolobkov Bartłomiej Kurowski     |
| 2000    | Pavel Kolobkov      | Kaido Kaaberma      | Krisztián Kulcsár Christoph Marik      |
| 2001    | Vitaliy Zakharov    | Paolo Milanoli      | Kaido Kaaberma Pavel Kolobkov          |
| 2002    | Gábor Boczkó        | Pavel Kolobkov      | Géza Imre Iván Kovács                  |
| 2003    | Gábor Boczkó (3)    | Pavel Kolobkov      | Tomasz Motyka Hugues Obry              |
| 2004    | Christoph Marik     | Rémy Delhomme       | Robert Andrzejuk Pavel Kolobkov        |
| 2005    | Tomasz Motyka       | Pavel Kolobkov      | Dmitri Chumak Matthieu Denis           |
| 2006    | Iván Kovács         | Bastien Sicot       | Pavel Kolobkov Alfredo Rota            |
| 2007    | Jérôme Jeannet      | Matteo Tagliariol   | Anton Avdeev Fabian Kauter             |
| 2008    | Géza Imre           | Martin Schmitt      | Michael Kauter Jean-Michel Lucenay     |
| 2009    | Sven Schmid         | Ulrich Robeiri      | Gábor Boczkó Gauthier Grumier          |
| 2010    | Jean-Michel Lucenay | Gábor Boczkó        | Pavel Sukhov Radosław Zawrotniak       |
| 2011    | Jörg Fiedler        | Bas Verwijlen       | Tomasz Motyka Max Heinzer              |
| 2012    | Pavel Sukhov        | Nikolai Novosjolov  | Jörg Fiedler Max Heinzer               |
| 2013    | Jörg Fiedler (2)    | Daniel Jerent       | Krzysztof Mikolajczak Ulrich Robeiri   |
| 2014    | Andras Redli        | Paolo Pizzo         | Max Heinzer Jean-Michel Lucenay        |
| 2015    | Gauthier Grumier    | Max Heinzer         | Gábor Boczkó Pavel Sukhov              |
| 2016    | Yannick Borel       | Max Heinzer         | Jean-Michel Lucenay Bohdan Nikishyn    |
| 2017    | Yannick Borel       | Paolo Pizzo         | Nikolai Novosjolov Sergey Khodos       |
| 2018    | Yannick Borel       | Nikolai Novosjolov  | Bohdan Nikishyn Richard Schmidt        |
| 2019    | Yuval Freilich      | Andrea Santarelli   | Jiří Beran Enrico Garozzo              |
| 2022    | Yannick Borel (4)   | Tristan Tulen       | Alexis Bayard Max Heinzer              |
| 2023    | Davide Di Veroli    | Federico Vismara    | Mateusz Antkiewicz Marco Brinkmann     |
| 2024    | Luidgi Midelton     | Gergely Siklósi     | Tibor Andrásfi Ian Hauri               |
| 2025    | Roman Svichkar      | Matteo Galassi      | Andrea Santarelli Gergely Siklósi      |

## Fleuret
| Édition | Or                       | Argent               | Bronze                              |
| ------- | ------------------------ | -------------------- | ----------------------------------- |
| 1981    | Andrea Borella           | Angelo Scuri         | Petru Kuki                          |
| 1982    | Mauro Numa               | Matthias Gey         | Andrea Borella                      |
| 1983    | Andrea Borella (2)       | Klaus Reichert       | Angelo Scuri                        |
| 1991    | István Busa              | Michael Ludwig       | Zsolt Érsek Bogusław Zych           |
| 1992    | Michael Ludwig           | Márk Marsi           | Laurent Bel Ola Kaibjer             |
| 1993    | Joachim Wendt            | Uwe Römer            | Thorsten Weidner Ingo Weissenborn   |
| 1994    | Dmitri Chevchenko        | Uwe Römer            | Patrice Lhotellier Joachim Wendt    |
| 1995    | Sergei Golubitsky        | Laurenzo Tadai       | Dmitri Chevchenko Uwe Römer         |
| 1996    | Lionel Plumenail         | Uwe Römer            | Franck Boidin João Gomes            |
| 1997    | Adam Krzesiński          | Sergei Golubitsky    | Michael Ludwig Jean-Noël Ferrari    |
| 1998    | Ralf Bissdorf            | Wolfgang Wienand     | Michael Ludwig Márk Marsi           |
| 1999    | Salvatore Sanzo          | Sławomir Mocek       | Márk Marsi Javier Menéndez          |
| 2000    | Salvatore Sanzo (2)      | Johannes Krüger      | Loïc Attely João Gomes              |
| 2001    | Simone Vanni             | Adam Krzesiński      | Ralf Bissdorf Attila Juhász         |
| 2002    | Andrea Cassarà           | Simon Senft          | Michael Ludwig Sławomir Mocek       |
| 2003    | Simon Senft              | João Gomes           | Richard Breutner Jean-Noël Ferrari  |
| 2004    | Richard Breutner         | Renal Ganeyev        | Michael Ludwig Andrzej Witkowski    |
| 2005    | Andrea Cassarà           | Sergei Tikhonov      | Andrea Baldini Jérôme Jault         |
| 2006    | Ralf Bissdorf            | Richard Kruse        | Brice Guyart Benjamin Kleibrink     |
| 2007    | Andrea Baldini           | Benjamin Kleibrink   | Erwann Le Péchoux Salvatore Sanzo   |
| 2008    | Andrea Cassarà           | Laurence Halsted     | Andrei Pogrebniak Roland Schlosser  |
| 2009    | Andrea Baldini           | Richard Kruse        | Laurence Halsted Andre Wessels      |
| 2010    | Andrea Baldini (3)       | Valerio Aspromonte   | Renal Ganeyev Richard Kruse         |
| 2011    | Giorgio Avola            | Andrea Cassarà       | Andrea Baldini Aleksey Cheremisinov |
| 2012    | Aleksey Cheremisinov     | Benjamin Kleibrink   | Richard Kruse Michał Majewski       |
| 2013    | Peter Joppich            | Aleksey Cheremisinov | Andrea Baldini James-Andrew Davis   |
| 2014    | James-Andrew Davis       | Aleksey Cheremisinov | Erwann Le Péchoux Peter Joppich     |
| 2015    | Andrea Cassarà (4)       | Daniele Garozzo      | Carlos Llavador Edoardo Luperi      |
| 2016    | Timur Safin              | Erwann Le Péchoux    | Giorgio Avola André Sanita          |
| 2017    | Daniele Garozzo          | Timur Safin          | Giorgio Avola Jérémy Cadot          |
| 2018    | Aleksey Cheremisinov (2) | Daniele Garozzo      | Giorgio Avola Alexander Choupenitch |
| 2019    | Alessio Foconi           | Daniele Garozzo      | Aleksey Cheremisinov Enzo Lefort    |
| 2022    | Daniele Garozzo (2)      | Tommaso Marini       | Giorgio Avola Maximilien Chastanet  |
| 2023    | Filippo Macchi           | Enzo Lefort          | Guillaume Bianchi Rafael Savin      |
| 2024    | Tommaso Marini           | Alessio Foconi       | Alexander Choupenitch Maxime Pauty  |
| 2025    | Guillaume Bianchi        | Anas Anane           | Carlos Llavador Tommaso Marini      |

## Sabre
| Édition | Or                       | Argent                 | Bronze                                  |
| ------- | ------------------------ | ---------------------- | --------------------------------------- |
| 1981    | Imre Gedövari            | Jacek Bierkowski       | Ferdinando Meglio                       |
| 1982    | Tadeusz Pigula           | Andrzej Kostrzewa      | Rudolf Nébald                           |
| 1983    | Giovanni Scalzo          | Marin Ivanov           | Ivan Chomatov                           |
| 1991    | Bence Szabó              | Péter Abay             | Zíssis Babanássis György Nébald         |
| 1992    | Raffaello Caserta        | Jean-Philippe Daurelle | György Boros Luigi Tarantino            |
| 1993    | Felix Becker             | Csaba Köves            | Alin Lupeica Steffen Wiesinger          |
| 1994    | Stanislav Pozdniakov     | Raffaello Caserta      | Vilmers Szabo Luigi Tarantino           |
| 1995    | Raffaello Caserta        | Jean-Philippe Daurelle | Sergei Berko Sergei Yermolayev          |
| 1996    | Damien Touya             | Matthieu Gourdain      | Marcin Sobala Luigi Tarantino           |
| 1997    | Aleksey Frosin           | András Décsi           | Julien Pillet Steffen Wiesinger         |
| 1998    | Marcin Sobala            | Luigi Tarantino        | Jean-Philippe Daurelle József Navarrete |
| 1999    | Wiradech Kothny          | Luigi Tarantino        | Julien Pillet Dan Gaureanu              |
| 2000    | Sergei Charikov          | Alexei Frossine        | Fernando Casares Stanislav Pozdniakov   |
| 2001    | Stanislav Pozdniakov     | Julien Pillet          | Mihai Covaliu Zsolt Nemcsik             |
| 2002    | Stanislav Pozdniakov     | Sergei Charikov        | Mihai Covaliu Vladimir Lukashenko       |
| 2003    | Stanislav Pozdniakov     | Aleksey Yakimenko      | Boris Sanson Luigi Tarantino            |
| 2004    | Stanislav Pozdniakov (5) | Marcin Koniusz         | Sergei Charikov Aleksey Yakimenko       |
| 2005    | Aldo Montano             | Zsolt Nemcsik          | Steven Bauer Nicolas Lopez              |
| 2006    | Aleksey Yakimenko        | Vladimir Lukashenko    | Julien Pillet Florin Zalomir            |
| 2007    | Jorge Pina               | Aleksey Yakimenko      | Mihai Covaliu Stanislav Pozdniakov      |
| 2008    | Aliaksandr Buikevich     | Aleksey Yakimenko      | Mihai Covaliu Nicolas Limbach           |
| 2009    | Veniamin Reshetnikov     | Julien Pillet          | Björn Hübner Giampiero Pastore          |
| 2010    | Aleksey Yakimenko        | Nicolas Limbach        | Boladé Apithy Oleg Shturbabin           |
| 2011    | Aleksey Yakimenko        | Boladé Apithy          | Max Hartung Aron Szilagyi               |
| 2012    | Aleksey Yakimenko        | Boladé Apithy          | Aliaksandr Buikevich Andriy Yahodka     |
| 2013    | Tiberiu Dolniceanu       | Aleksey Yakimenko      | Enrico Berrè Nikolay Kovalev            |
| 2014    | Aleksey Yakimenko (5)    | Veniamin Reshetnikov   | Csanád Gémesi Kamil Ibragimov           |
| 2015    | Áron Szilágyi            | Max Hartung            | Nikolay Kovalev Aleksey Yakimenko       |
| 2016    | Benedikt Wagner          | Vincent Anstett        | Kamil Ibragimov Aleksey Yakimenko       |
| 2017    | Max Hartung              | Áron Szilágyi          | Luca Curatoli Sandro Bazadze            |
| 2018    | Max Hartung (2)          | Kamil Ibragimov        | Sandro Bazadze Dmitriy Danilenko        |
| 2019    | Veniamin Reshetnikov (2) | Kamil Ibragimov        | Sandro Bazadze Max Hartung              |
| 2022    | Sandro Bazadze           | Luca Curatoli          | Boladé Apithy Eliott Bibi               |
| 2023    | Sandro Bazadze (2)       | András Szatmári        | Sébastien Patrice Enver Yıldırım        |
| 2024    | Michele Gallo            | Luca Curatoli          | Jean-Philippe Patrice Luigi Samele      |
| 2025    | Rémi Garrigue            | Áron Szilágyi          | Frederic Kindler Jean-Philippe Patrice  |